# Yawatahama
Yawatahama è una città giapponese della prefettura di Ehime.